# استیو بشیر
استیو بشیر (به انگلیسی: Steve Beshear) فرماندار پیشین ایالت کنتاکی از حزب دموکرات ایالات متحده آمریکا است که در تاریخ ۱۱ دسامبر ۲۰۰۷ میلادی به عنوان فرماندار انتخاب شد و تا سال ۲۰۱۵ در این سمت باقی  ماند.